# Euchloe ausonides
Euchloe ausonides é uma espécie de borboleta que habita no oeste da América do Norte. Ela põe os ovos nos botões de flores de uma variedade de plantas da família Brassicaceae, incluindo em espécies introduzidas da Eurásia, e as larvas se alimentam os rebentos, flores e frutos dessas plantas. Na Califórnia, ela testemunhou o declínio da população desde a década de 1980, especialmente no Vale Central e a Área da Baía, e em Washington, as suas subespécies (Euchloe ausonides ssp. insulanus) é uma candidata para a inclusão sob a Lei de Espécies Ameaçadas de extinção.